# Jada Fire
 (mars 2024).
Si vous disposez d'ouvrages ou d'articles de référence ou si vous connaissez des sites web de qualité traitant du thème abordé ici, merci de compléter l'article en donnant les références utiles à sa vérifiabilité et en les liant à la section « Notes et références ».
Pour les articles homonymes, voir Jada et Fire.
Jada Fire, née le 1er septembre 1976 à Los Angeles[réf. nécessaire], est une actrice pornographique américaine.

## Biographie
Jada Fire cumule d'abord les « petits boulots » dans la restauration rapide, chez KFC ou Taco Bell, avant de faire du téléphone rose.[source insuffisante]
Elle décide en 1998 de se lancer sur la scène pornographique et y devient actrice pornographique afro-américaine. Se singularisant par le port de bagues dentaires qu'elle arbore jusqu'en 2006. Elle pratique un langage cru et un style outrancier assez proche de celui de l'actrice Monique.
Jada Fire est apparue dans plus de 600 films. Adepte des scènes interraciales, de bondage et lesbiennes, elle est également réputée pour ses pratiques anales et se distingue pour son aptitude à l'éjaculation féminine.
Affectionnant les trios avec les hommes, elle a régulièrement pour partenaires masculins Mark Davis, Michael Stefano, Manuel Ferrara ou Lexington Steele, ainsi que féminins avec Vanessa Blue ou Marie Luv.
En 2005, Jada Fire est nommée aux AVN Awards dans la catégorie Best Group Sex Scene (Meilleure scène de partouze) avec Katja Kassin, Rio Mariah et Marc Davis.
Elle est nommée trois années de suite comme Female Performer of the Year (« Actrice porno performeuse de l'année ») de 2006 à 2008.
Devenant l'une des « égéries » de la scène pornographique californienne, elle remporte enfin l'AVN Award, pour une Best Anal Sex Scene (Meilleure scène de sodomie) dans Manhunters, en 2007, et est également lauréate du Ass of the Year (Cul de l'Année) au Porn World Award, faisant de ses pratiques en anal une de ses principales caractéristiques.
En 2008, on la voit dans le rôle de "Condi" (Condoleezza Rice) dans Who's Nailin' Paylin?, un film produit par Hustler pour parodier Sarah Palin.
En 2008 et 2009, elle assoit sa renommée par la série de films dans lesquels elle tient le rôle-titre, Jada Fire Is Squirtwoman récompensée aux AVN Awards pour ses Best Squirting Series (« Meilleures séries d'éjaculation féminine ») où elle rejoint pour la même occasion des participations plus que remarquées aux orgies lesbiennes de même pratique des séries Squirt Gangbang de Flower Tucci, ainsi que de trio et de partouze dans les Flower's Squirt Shower.
En 2011, elle est admise dans l'AVN Hall of Fame.
En février 2012, après près de 15 ans de carrière, elle annonce sa retraite.

## Récompenses
- 2006 : CAVR Award – Behind the Scenes[3]
- 2007 : 
  - Adam Film World Guide Award – Squirt Queen Of The Year[4]
  - Porn World Award – Ass of the Year
  - AVN Award – Best Anal Sex Scene, Film – Manhunters[5]
- 2008 : 
  - Urban X Award – Best Oral Performer[6]
  - AVN Award – Best Squirting Series - Jada Fire Is Squirtwoman[7]
- 2009 : Urban X Award – Best Anal Performer[8]
- 2010 : 
  - Urban X Hall of Fame[9]
  - XRCO Hall of Fame[10]
- 2011 : 
  - AVN Hall of Fame[11]
  - Urban X Award – Best Anal Performer[12]
- 2013 : Juliland Hall of Fame inductee[13]

## Filmographie sélective
- Belladonna: No Warning (2005)
- Women Seeking Women 21 (2005)
- Women Seeking Women 25 (2006)
- Jada Fire Is Squirtwoman 1-2-3-4 (2006-2008)
- Hot Squirts 4 (2007)
- Black Bottom Girls 2 (2007)
- Big Wet Black Tits (2007)
- Belladonna: Manhandled 2 (2007)
- Bangin' Black Boxes (2007)
- Ass Bandits 3 (2007)
- Squirt Gangbang 1-2-3-4 (2007-2009)
- Big Wet Asses 8 (2008)
- Booty Bangers (2008)
- All Holes No Poles (2008)
- Lex Steele X 10 (2008)
- Perverted Planet (2008)
- Morphine (2008)
- I Make It Rain (2008)
- Humpin Black Booty (2008)
- Who's Nailin' Paylin? (2008)
- House of Wicked (2009)
- Busty Cops on Patrol (2009)
- Blu Dreams 2 (2010)
- Women Seeking Women 72 (2011)
- Black Girl Gloryholes 8 (2012)
- 3-Way Pussy Paradise 2 (2013)
- I Came Inside a Black Girl 2 (2014)
- Ass So Phat 4 (2015)
- Massive Curves (2016)
- She Squirts (2017)